# Zongon Tanko (Zinder)
Zongon Tanko (auch: Zangon Tanko) ist ein Dorf im Arrondissement Zinder V der Stadt Zinder in Niger.

## Geographie
Das von einem traditionellen Ortsvorsteher (chef traditionnel) geleitete Dorf befindet sich südöstlich des Stadtzentrums im ländlichen Gemeindegebiet von Zinder, der Hauptstadt der gleichnamigen Region Zinder. Zongon Tanko ist von mehreren Weilern umgeben. Diese heißen – im Uhrzeigersinn von Nordwesten bis Südwesten – Garin Yakaou, Guidan Aboki, Guidan Gabassawa, Guidan Yalwa, Guidan Goula und Guidan Garba.
Wie im gesamten Gemeindegebiet von Zinder herrscht das Klima der Sahelzone vor, mit einer durchschnittlichen jährlichen Niederschlagsmenge zwischen 300 und 400 mm. Das Grundwasser liegt in einer Tiefe von 25 bis 45 Metern.

## Geschichte
In den Jahren 2000 bis 2002 erkrankten drei Einwohner nach Infektionen durch den Guineawurm.

## Bevölkerung
Bei der Volkszählung 2012 hatte Zongon Tanko 210 Einwohner, die in 35 Haushalten lebten. Bei der Volkszählung 2001 betrug die Einwohnerzahl 261 in 47 Haushalten und bei der Volkszählung 1988 belief sich die Einwohnerzahl auf 620 in 111 Haushalten.

## Wirtschaft und Infrastruktur
Es gibt eine Schule im Dorf.